# Clubiona valens
Clubiona valens là một loài nhện trong họ Clubionidae.
Loài này thuộc chi Clubiona. Clubiona valens được Eugène Simon miêu tả năm 1897.